# 斯特拉斯堡纪念碑

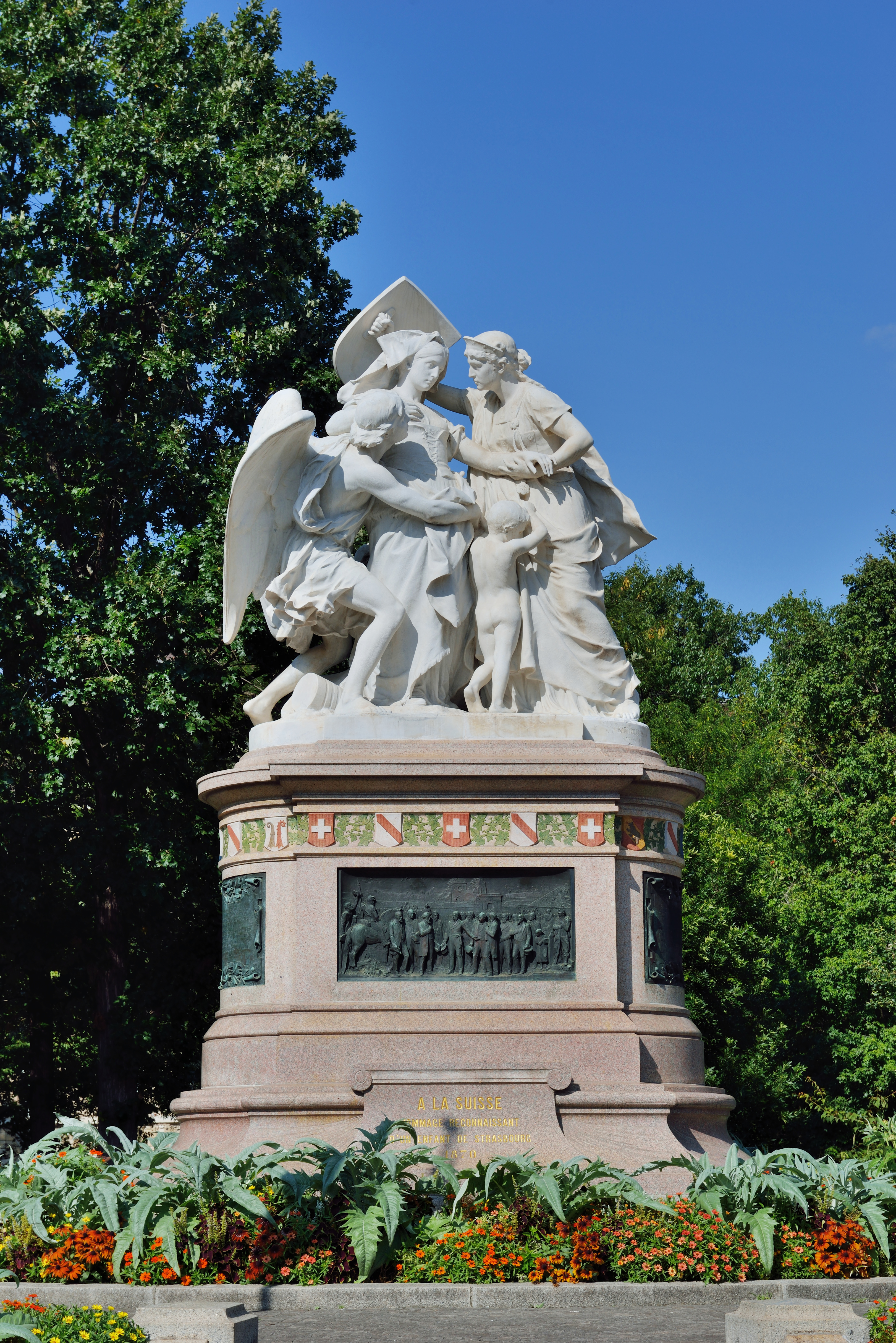
斯特拉斯堡纪念碑

斯特拉斯堡纪念碑（德語：Strassburger Denkmal）位于瑞士巴塞尔在中央火车站站前广场，以普法战争为背景。 
1895年，弗里德利·奥古斯特·巴特勒迪创作了这个雕像，由法国男爵Hervé de Gruyer捐赠，感谢瑞士对在普法战争中遭到炮轰的斯特拉斯堡居民伸出援手。巴塞尔，伯尔尼和苏黎世的代表通过谈判，得到巴登政府批准，使1400名妇女，儿童和老人从被围困的城市前往瑞士。